# Pimenta filipes
Pimenta filipes là một loài thực vật thuộc họ Myrtaceae. Đây là loài đặc hữu của Cuba.